# سالن سمفونی لوئیس ام. دیویس
سالن سمفونی لوئیس ام. دیویس (انگلیسی: Louise M. Davies Symphony Hall) یک سالن اجرای کنسرت در سان فرانسیسکو، ایالات متحده آمریکا است.
این سالن در سال ۱۹۸۰ تأسیس شده و دارای ۲٬۷۴۳ نفر ظرفیت می‌باشد و بخشی از مرکز یادبود جنگ و هنرهای نمایشی سان فرانسیسکو محسوب می‌شود.

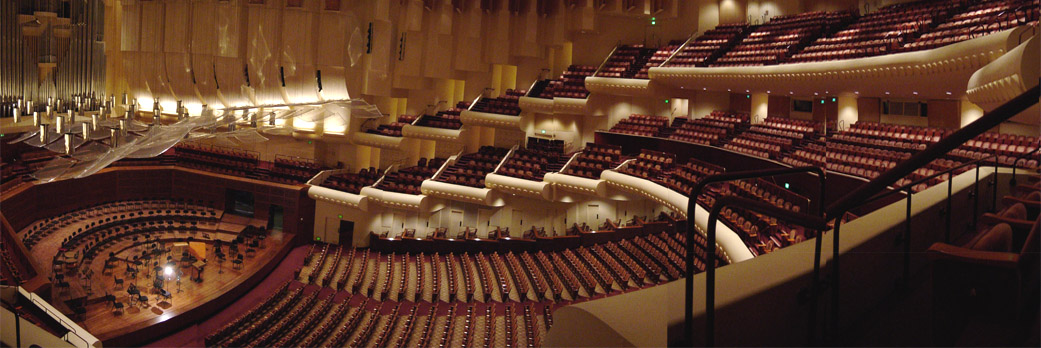
سالن سمفونی لوئیس ام. دیویس